# Xya mahakali
Xya mahakali är en insektsart som beskrevs av Sigfrid Ingrisch 2006. Xya mahakali ingår i släktet Xya och familjen Tridactylidae. Inga underarter finns listade i Catalogue of Life.